# محمد نبيل بلاط
محمد نبيل بلاط (موليد 29 يناير 1982) هو لاعب كرة قدم جزائري يلعب حاليًا كلاعب وسط لفريق اتحاد الحراش في البطولة الجزائرية المحترفة الأولى.

## روابط خارجية
- محمد نبيل بلاط على موقع قاعدة بيانات كرة القدم.إي يو (الإنجليزية)
- محمد نبيل بلاط على موقع Soccerway.com (الإنجليزية)